# Westlife (альбом)
Westlife — дебютный студийный альбом ирландской музыкальной группы Westlife, вышедший в Великобритании 1 ноября 1999 года. Он достиг второй строчки в Official UK Chart, уступив первую позицию новому релизу британского квинтета Steps. Альбом оставался в Top 100 хит-парада в течение 74 недель до 28 июля 2001 года.
Все пять синглов с «Westlife» поднялись на вершину британского хит-парада: «Swear It Again» (в апреле 1999 года), «If I Let You Go» (в августе), «Flying Without Wings» (в октябре), «Seasons In The Sun» (в декабре в виде двойного A-Side сингла вместе с кавер-версией песни группы ABBA «I Have a Dream») и «Fool Again» (в марте 2000 года).

## Список композиций
| № п/п | Название                      | Авторы                                        | Продолжительность |
| ----- | ----------------------------- | --------------------------------------------- | ----------------- |
| 1     | Swear It Again                | Steve Mac, Wayne Hector                       | 4:12              |
| 2     | If I Let You Go               | Jörgen Elofsson, Per Magnusson, David Kreuger | 3:45              |
| 3     | Flying Without Wings          | Steve Mac, Wayne Hector                       | 3:39              |
| 4     | Fool Again                    | Jörgen Elofsson, Per Magnusson, David Kreuger | 3:57              |
| 5     | No No                         | Rami, Andreas Carlsson                        | 3:17              |
| 6     | I Don’t Wanna Fight           | Steve Mac, Wayne Hector                       | 5:06              |
| 7     | Change the World              | Topham, Twig, Ellington                       | 3:11              |
| 8     | Moments                       | Steve Mac, Wayne Hector                       | 4:17              |
| 9     | Seasons in the Sun            | Jacques Brel, Rod McKuen                      | 4:11              |
| 10    | I Need You                    | Rami, Andreas Carlsson, Max Martin            | 3:51              |
| 11    | Miss You                      | Jake, Rami                                    | 3:55              |
| 12    | More Than Words               | Gary Cherone, Nuno Bettencourt                | 3:56              |
| 13    | Open Your Heart               | Jake, Andreas Carlsson                        | 3:40              |
| 14    | Try Again                     | Jörgen Elofsson, Per Magnusson, David Kreuger | 3:37              |
| 15    | What I Want Is What I’ve Got  | Alexandra, Rami                               | 3:33              |
| 16    | We Are One                    | Steve Mac, Wayne Hector, Alexadre Desplat     | 3:44              |
| 17    | Can’t Lose What You Never Had | Steve Kipner, David Frank                     | 4:26              |

Помимо этого в международную версию альбома вошла кавер-версия песни группы ABBA «I Have A Dream». Американский релиз был дополнен композицией «My Private Movie», а японский — песней «Story of Love».

## Синглы
| № п/п | Обложка        | Название/ Дата релиза                             | Трек-лист | Примечание | Позиция в чартах    | Позиция в чартах | Позиция в чартах | Позиция в чартах | Позиция в чартах | Позиция в чартах | Позиция в чартах    |
| № п/п | Обложка        | Название/ Дата релиза                             | Трек-лист | Примечание | Флаг Великобритании | Флаг Ирландии    | Флаг Швеции      | Флаг Швейцарии   | Флаг Бельгии     | Флаг Австралии   | Флаг Новой Зеландии |
| ----- | -------------- | ------------------------------------------------- | --- | --- | ------------------- | ---------------- | ---------------- | ---------------- | ---------------- | ---------------- | ------------------- |
| 1     | Swear It Again | Swear It Again 12 апреля 1999                     | UK CD1 1. Swear It Again(Radio Edit) — 4:04 2. Forever — 5:05 3. CD-Rom(Interview & Video Clips) UK CD2 1. Swear It Again(Radio Edit) — 4:04 2. Swear It Again(Rokstone Mix) — 4:07 3. Ronan Keating Interview — 3:36 | «Swear It Again» — песня группы Westlife, которая вышла в качестве первого сингла музыкантов. По итогам продаж первой недели дебютный релиз бой-бэнда возглавил национальные хит-парады Великобритании и Ирландии, две недели оставаясь на вершине UK Singles Chart. Это единственный сингл Westlife, который имел успех в США, достигнув 20 строчки Billboard Hot 100 и удерживая 2 место в Billboard Singles Sales Chart. | 1                   | 1                | 12               | 25               | 10               | 12               | 1                   |
| 2     |                | If I Let You Go 9 августа 1999                    | UK CD1 1. If I Let You Go(Radio Edit) — 3:40 2. Try Again — 3:35 3. Enhanced CD UK CD2 1. If I Let You Go(Radio Edit) — 3:40 2. If I Let You Go(Extended Version) — 6:09 3. Interview with Andi Peters — 7:24         | Второй сингл ирландцев сместил с вершины британского хит-парада релиз соотечественника — Ронана Китинга. Продажи «If I Let You Go» в Великобритании превысили 200-тысячную отметку, что соответствует серебряному статусу. | 1                   | 1                | 6                | 25               | 7                | 13               | 8                   |
| 3     |                | Flying Without Wings 18 октября 1999              | UK CD1 1. Flying Without Wings — 3:35 2. Everybody Knows — 4:09 3. «CD-Rom» UK CD2 1. Flying Without Wings — 3:35 2. That’s What It’s All About — 3:20 3. Flying Without Wings(Acappella mix) — 3:29                  | Третий сингл № 1 в Великобритании. По итогам голосования на ITV в конце 1999 года песня «Flying Without Wings» признана «Записью года». В Британии сингл получил серебряную сертификацию. | 1                   | 1                | 12               | —                | 7                | 31               | 6                   |
| 4     |                | I Have A Dream/ Seasons in the Sun 6 декабря 1999 | 1. I Have a Dream(Single Remix) — 4:06 2. Seasons in the Sun(Single Remix) — 4:10 3. On the Wings of Love — 3:22 | Песня «I Have A Dream», в оригинале исполненная группой ABBA, стала международным хитом в 1979 году. Спустя 20 лет Westlife перезаписали композицию, которая вместе с кавер-версией песни Терри Джекса «Seasons In The Sun», в составе двойного рождественского сингла на четыре недели возглавила британский хит-парад с общими продажами более 600 тысяч копий.                                                           | 1                   | 1                | 15               | 18               | —                | —                | 10                  |
| 5     |                | Fool Again 17 марта 2000                          | 1. Fool Again(2000 Remix) 2. Tunnel of Love 3. Fool Again(Enhanced Section) | Пятый сингл № 1, который превратил Westlife в единственный музыкальный коллектив, пять первых синглов которого возглавили UK Singles Chart. | 1                   | 2                | 5                | 39               | 38               | —                | —                   |

## Позиция в чартах
| Страна              | Высшая позиция в чарте | Продажи    | Сертификация |
| ------------------- | ---------------------- | ---------- | ------------ |
| Великобритания      | 2                      |            | 4x Платина   |
| Ирландия            | 1                      |            | 18x Платина  |
| Индонезия           | 1                      | 1,000,000+ | 20x Платина  |
| Филиппины           | 1                      |            |              |
| Норвегия            | 1                      |            |              |
| Бельгия             | 5                      |            |              |
| Новая Зеландия      | 5                      |            |              |
| Швеция              | 5                      |            |              |
| Нидерланды          | 8                      |            |              |
| Дания               | 12                     |            |              |
| Австралия           | 15                     |            |              |
| Швейцария           | 25                     |            |              |
| Германия            | 55                     |            |              |
| США (Billboard 200) | 129                    |            |              |